# Юсупов, Юнус (Герой Социалистического Труда)
Юнус Юсупов (род. 1930 год) — слесарь Каттакурганского масложирокомбината Министерства пищевой промышленности Узбекской ССР, Самаркандская область. Герой Социалистического Труда (1971).
Досрочно выполнил личные социалистические обязательства и плановые производственные задания Восьмой пятилетки (1965—1970). Указом Президиума Верховного Совета СССР (неопубликованным) от 26 апреля 1971 года «за выдающиеся успехи, достигнутые в выполнении заданий пятилетнего плана по развитию пищевой промышленности» удостоен звания Героя Социалистического Труда с вручением ордена Ленина и золотой медали Серп и Молот.